# بروس سيلدون
بروس سيلدون (بالإنجليزية: Bruce Seldon)‏ مواليد 30 يناير 1967 في اتلانتيك سيتي، هو ملاكم أمريكي يصنف ضمن فئة الوزن الثقيل. حقق بطولة رابطة الملاكمة العالمية.

## إحصائيات
خاض خلال مسيرته 48 نزالا، فاز في 40 ولم يتعادل وخسر في 8. فاز بالضربة القاضية في 36 نزالا.

## روابط خارجية
- بروس سيلدون على موقع بوكس ريك (الإنجليزية) (registration required)